# منطقة مركز الحسكة
منطقة الحسكة منطقة سورية إدارية تتبع محافظة الحسكة الشماليّة الشرقيّة مركزها مدينة الحسكة، بلغ تعداد سكان المنطقة 480,394 نسمة حسب التعداد السكاني لعام 2004.

## نواحي منطقة الحسكة
- ناحية مركز الحسكة
- ناحية بئر الحلو الوردية
- ناحية تل تمر
- ناحية شدادة
- ناحية العريشة
- ناحية مركدة
- ناحية الهول